# Längdhopp för damer i friidrott vid olympiska sommarspelen 1980
Längdhopp för damer vid olympiska sommarspelen 1980 i Moskva avgjordes torsdagen den 31 juli. 

## Medaljörer
| Gren      | Guld                              | Guld   | Silver                       | Silver | Brons                           | Brons  |
| Längdhopp | Tatiana Kolpakova · Sovjetunionen | 7,06 m | Brigitte Wujak · Östtyskland | 7,04 m | Tetjana Skatjko · Sovjetunionen | 7,01 m |

## Resultat

### Kvalomgång
- Hölls onsdagen den 30 juli 1980

| Placering | Grupp A                   | Längd  |
| --------- | ------------------------- | ------ |
| 1.        | Tatiana Kolpakova (URS)   | 6.70 m |
| 2.        | Susan Hearnshaw (GBR)     | 6.66 m |
| 3.        | Brigitte Wujak (GDR)      | 6.65 m |
| 4.        | Jarmila Nygrýnová (TCH)   | 6.58 m |
| 5.        | Siegrun Siegl (GDR)       | 6.53 m |
| 6.        | Jennifer Innis (GUY)      | 6.44 m |
| 7.        | Mária Pap (HUN)           | 6.41 m |
| 8.        | Maroula Lambrou (GRE)     | 6.37 m |
| 9.        | Ekaterina Nedeva (BUL)    | 5.83 m |
| 10.       | Nguyễn Thị Hoàng Na (VIE) | 5.35 m |

| Placering | Grupp B                    | Längd  |
| --------- | -------------------------- | ------ |
| 1.        | Lidija Alfejeva (URS)      | 6.78 m |
| 2.        | Siegrid Heimann (GDR)      | 6.71 m |
| 3.        | Anna Włodarczyk (POL)      | 6.58 m |
| 4.        | Tetjana Skatjko (URS)      | 6.56 m |
| 5.        | Lidija Gusjeva (BUL)       | 6.56 m |
| 6.        | Sue Reeve (GBR)            | 6.48 m |
| 7.        | Barbara Baran-Wojnar (POL) | 6.44 m |
| 8.        | Margit Papp (HUN)          | 6.32 m |
| 9.        | Dorothy Scott (JAM)        | 5.83 m |
| —         | Dia Toutounji (SYR)        | DNS    |
| —         | Estella Meheux (SLE)       | DNS    |

### Final
| Placering | Final                      | Längd  |
| --------- | -------------------------- | ------ |
|           | Tatiana Kolpakova (URS)    | 7.06 m |
|           | Brigitte Wujak (GDR)       | 7.04 m |
|           | Tetjana Skatjko (URS)      | 7.01 m |
| 4.        | Anna Włodarczyk (POL)      | 6.95 m |
| 5.        | Siegrun Siegl (GDR)        | 6.87 m |
| 6.        | Jarmila Nygrýnová (TCH)    | 6.83 m |
| 7.        | Siegrid Heimann (GDR)      | 6.71 m |
| 8.        | Lidija Alfejeva (URS)      | 6.71 m |
| 9.        | Susan Hearnshaw (GBR)      | 6.50 m |
| 10.       | Sue Reeve (GBR)            | 6.46 m |
| 11.       | Barbara Baran-Wojnar (POL) | 6.33 m |
| 12.       | Lidija Gusjeva (BUL)       | 6.24 m |
| 13.       | Jennifer Innis (GUY)       | 6.10 m |